# Myrmecaelurus gestroanus
Myrmecaelurus gestroanus is een insect uit de familie van de mierenleeuwen (Myrmeleontidae), die tot de orde netvleugeligen (Neuroptera) behoort. 
Myrmecaelurus gestroanus is voor het eerst wetenschappelijk beschreven door Navás in 1932.